# Hahncappsia suarezalis
Hahncappsia suarezalis là một loài bướm đêm trong họ Crambidae.